# Тайріз Халібертон
Тайріз Дж. Халібертон (англ. Tyrese J. Haliburton; нар. 29 лютого 2000, Ошкош Вісконсин) — американський професійний баскетболіст, та гравець команди «Індіана Пейсерз» Національної баскетбольної асоціації (НБА).
Грає на позиції розігруючого захисника. Він був задрафтований «Сакраменто Кінгз» на драфті НБА 2020.
Халібертон був тризірковим новобранцем середньої школи Ошкош-Норт, яку він привів до чемпіонату штату в старшому сезоні.

У 2019 році Халібертон привів Сполучені Штати до золотої медалі, та отримав командну нагороду на чемпіонаті світу FIBA серед гравців до 19 років в Іракліоні, Греція. У 2021 році Халібертон був включений до чоловічої збірної США 2021 року, працюючи безпосередньо з олімпійською чоловічою збірною США з баскетболу під час тренувального табору в Лас-Вегасі, штат Невада, перед Олімпійськими іграми 2020 року в Токіо, на яких Сполучені Штати стали чемпіонами в 16-й раз. У 2023 році Галібертон був обраний представляти чоловічу національну збірну США на Чемпіонаті світу з баскетболу FIBA 2023 року. Він став лідером команди за кількістю перехоплень і передач, допомігши Сполученим Штатам посісти четверте місце і успішно пройти кваліфікацію на Літні Олімпійські ігри 2024 року.